# Мунтеній-де-Жос (комуна)
Мунтеній-де-Жос (рум. Muntenii de Jos) — комуна у повіті Васлуй в Румунії. До складу комуни входять такі села (дані про населення за 2002 рік):
- Бекеоань (688 осіб)
- Минжешть (906 осіб)
- Мунтеній-де-Жос (1784 особи)
- Секуя (455 осіб)

Комуна розташована на відстані 274 км на північний схід від Бухареста, 4 км на південний схід від Васлуя, 62 км на південь від Ясс, 132 км на північ від Галаца.

## Населення
За даними перепису населення 2002 року у комуні проживали 3833 особи, усі — румуни. Усі жителі комуни рідною мовою назвали румунську.
Склад населення комуни за віросповіданням:
| Релігія       | Кількість осіб | Відсоток |
| ------------- | -------------- | -------- |
| православні   | 3825           | 99,8%    |
| баптисти      | 4              | 0,1%     |
| п'ятдесятники | 2              | 0,1%     |
| адвентисти    | 2              | 0,1%     |